# 6686 Hernius
6686 Hernius (1979 QC2) là một tiểu hành tinh vành đai chính được phát hiện ngày 22 tháng 8 năm 1979 bởi Lagerkvist, C.-I. ở La Silla.